# Honeyville (Utah)
Honeyville város az USA Utah államában, Box Elder megyében. Lakosainak száma 1606 fő (2020. április 1.).

## Története
Honeyville-t 1861-ben alapították, amikor egy kompot építettek a Bear folyón ezen a helyen. Ugyanebben az évben Anson Call fűrészmalmot épített Honeyville-ben. Később eladta a malmot Abraham Hunsakernek.

## Népesség
A település népességének változása:
| Lakosok száma | 1441 | 1423 | 1606 |
|               | 2010 | 2012 | 2020 |